# 美国国家海洋渔业局
国家海洋渔业局（National Marine Fisheries Service，NMFS，非正式名称为NOAA Fisheries）是美国国家海洋和大气管理局旗下的一个联邦机构，负责监管美国的海洋渔业资源以及关联的环境问题。该机构的前身是创立于1871年的美国鱼类和渔业委员会（U.S. Commission of Fish and Fisheries），即后来的美國魚類及野生動物管理局。国家海洋渔业局为该委员会下属的一个部门，即商业渔业局（Bureau of Commercial Fisheries），主要负责商业鱼类资源。1970年，理查德·尼克松總統将它从魚類及野生動物管理局挪入美国商务部，并改现名。